# Kianna Dior
Kianna Dior (właśc. Victoria Ann Woo; ur. 1969 w Vancouver) – kanadyjska aktorka pornograficzna oraz producentka filmowa chińsko-szkockiego pochodzenia.

## Biografia
Urodziła i wychowała się w Vancouverze w rodzinie imigrantów (ojciec był z pochodzenia Szkotem, matka – Chinką) jako Victoria Ann Woo. Przez kilka lat pracowała jako tancerka erotyczna. W 1999 r. postanowiła zmienić branżę i zagrała w swoim pierwszym filmie pornograficznym. Od 2001 r. zdecydowała się występować pod pseudonimem scenicznym jako Kianna Dior.
Zyskała rozgłos w następstwie oskarżeń domu mody Christian Dior wysuwanych względem niej o przywłaszczenie przez nią chronionej prawnie marki w nazwie jej oficjalnej domeny internetowej. Woo wygrała postępowanie arbitrażowe WIPO w czerwcu 2009 r.
Ta brązowooka i brązowowłosa aktorka mierząca 162 cm wzrostu i ważąca 54 kg, o obwodzie w biuście ok. 105 cm (34DD), w biodrach ok. 86 cm (34″), a w talii – ok. 63 cm (25″) (stan na listopad 2021) do tego czasu wystąpiła według Internet Adult Film Database jako aktorka w 326 filmach. Była też współproducentką filmu The Fan z 2003 r.

### Epizod w przemyśle muzycznym
W 2002 roku Dior razem z Jenną Jameson wystąpiła w klipie do singla Without Me Eminema.

## Nagrody
W 2020 została wprowadzona do Hall of Fame AVN (dział video), do której była wcześniej nominowana w 2003 roku.